# Paul Wilhelm Massing
Paul Wilhelm Massing, auch Paul W. Massing, (geboren 30. August 1902 in Grumbach; gestorben 30. April 1979 in Tübingen) war ein deutsch-US-amerikanischer Sozialwissenschaftler.

## Leben
Der Sohn eines Katasterkontrolleurs besuchte das Gymnasium in Bad Kreuznach, studierte anschließend ab 1923 Ökonomie und Soziologie an der Universität Frankfurt, zusätzlich an der Kölner Handelshochschule und schloss dort 1926 als Diplom-Kaufmann ab. 1927 studierte er ein Semester lang an der Sorbonne in Paris. 1928 kehrte er nach Frankfurt zurück und promovierte bei Wilhelm Gerloff über Die landwirtschaftlichen Bedingungen Frankreichs im 19. Jahrhundert und das Agrarprogramm der Französischen Sozialisten.
Anschließend arbeitete er bis 1931 in Moskau am dortigen Internationalen Agrarinstitut. Nach seiner Rückkehr nach Deutschland 1931 war er bis 1933 aktives Mitglied im illegalen M-Apparat der KPD in Berlin und Mitarbeiter des Zentralkomitees. Nach der Machtergreifung der Nationalsozialisten und dem Ermächtigungsgesetz wurde er verhaftet, im Columbia-Haus gefoltert und dann in das Konzentrationslager Hubertshof überführt. Darüber schrieb er nach seiner Entlassung 1935 unter dem Pseudonym Karl Billinger den autobiografischen Roman Schutzhäftling 880, den er allen ehemaligen Mithäftlingen widmete. Nachdem er zunächst über Paris in die USA ausgereist war, kehrte er zeitweise illegal nach Deutschland zurück und war in Widerstandsstrukturen der KPD aktiv. In der zweiten Hälfte der 1930er Jahre lebte er zeitweilig in Moskau, wo er mit Mischa Wolf und seinem Bruder Konrad Wolf befreundet war. Er selber rechnete im Zuge der von Stalin betriebenen sogenannten Säuberungen mit seiner Verhaftung, konnte ihr aber wohl dank seines amerikanischen Passes entgehen. Von der KPD löste er sich innerlich im Verlauf der Moskauer Prozesse. 1938 emigrierte er in die Vereinigten Staaten, wo er eine Zeit lang mit seiner Frau Hede eine Farm in Quakertown betrieb. Paul Massing heiratete 1954 die Sozial- und Kommunikationsforscherin Herta Herzog.
Nach Beginn des Zweiten Weltkriegs schrieb Massing über Adolf Hitler das Buch Hitler is no Fool („Hitler ist kein Idiot“), worin er auf die gefährlichen Vernichtungspläne des Diktators hinwies. 1942 lehrte er am Sozialforschungsinstitut der Columbia University in New York City, ab 1948 lehrte er politische Soziologie an der Rutgers University in New Jersey. 1949 erschien sein bedeutendes Werk: Rehearsal for Destruction: A Study Of Political Anti-Semitism in Imperial Germany. Es erschien 1959 auf Deutsch, von Felix Weil übersetzt und bearbeitet, als Vorgeschichte des politischen Antisemitismus, mit einem Vorwort von Max Horkheimer und Theodor W. Adorno. Der politische Antisemitismus von 1871 bis 1914 ist für Massing die geistige Voraussetzung für die industriell betriebene Vernichtung von Juden durch die deutschen Behörden.
1977 kehrten Massing und Herta Herzog-Massing nach Grumbach zurück, 1978 zog er, an Parkinson erkrankt, in ein Altenheim in Tübingen, wo er im darauffolgenden Jahr verstarb.

## Schriften (Auswahl)

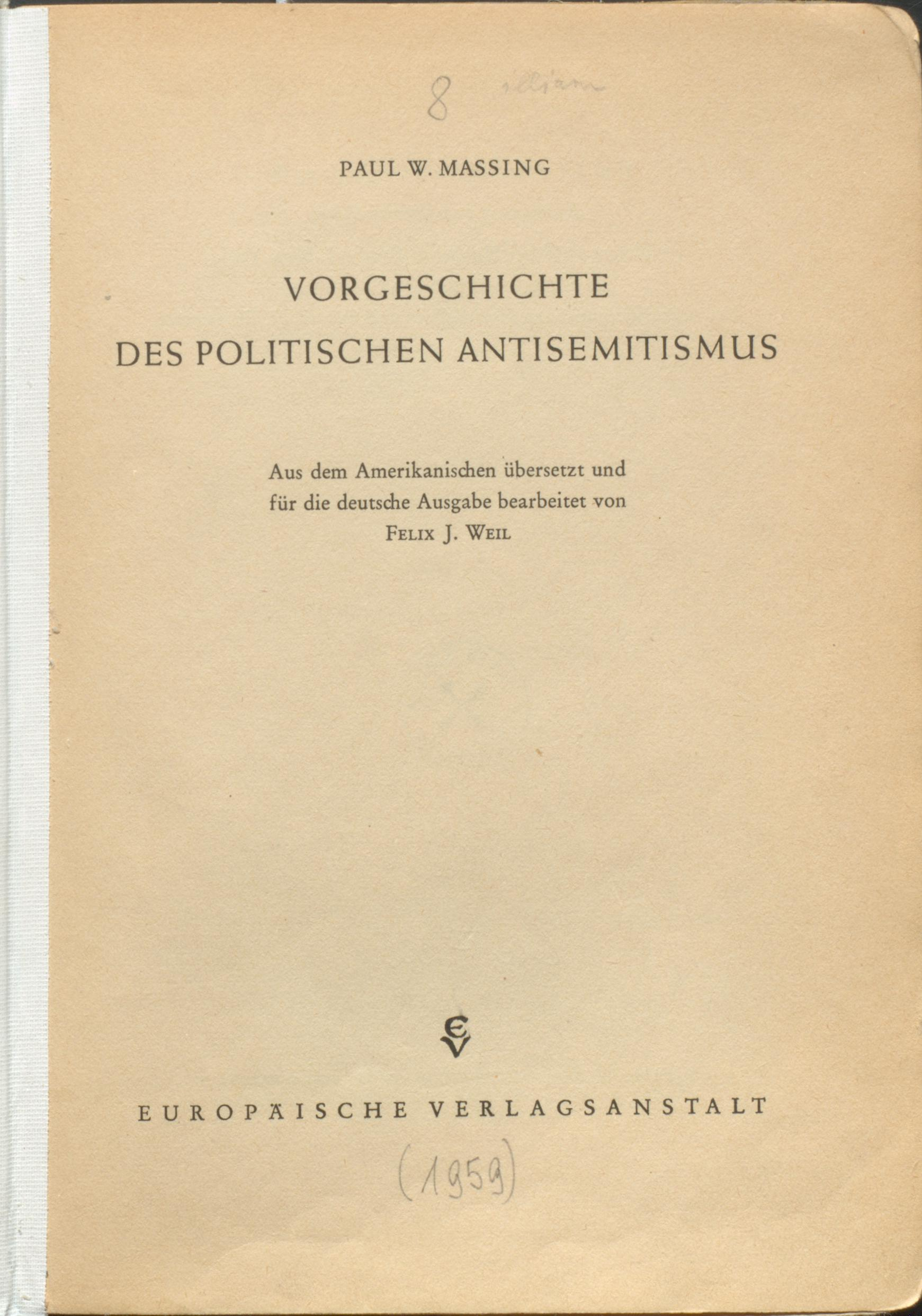
Vorgeschichte des politischen Antisemitismus (1959)

- Die Agrarverhältnisse Frankreichs im 19. Jahrhundert und das Agrarprogramm der französischen Parteien. Berlin: Ebering, 1930 Frankfurt, Wirtsch.- u. sozialwiss. Diss.
- Karl Billinger: Schutzhäftling Nr. 880: aus einem deutschen Konzentrationslager. Roman. Einband John Heartfield, Ed. du Carrefour, Paris 1935. Nachdruck u. a.  Rogner & Bernhard, München 1978.
- Karl Billinger: All Quiet in Germany. 1935
- Karl Billinger: Fatherland. Vorwort Lincoln Steffens. 1935
- Karl Billinger: Hitler is No Fool. Modern ages books, New York 1939.
- Rehearsal for Destruction: A Study of Political Antisemitism in Imperial Germany. Vorwort Max Horkheimer, Samuel H. Flowerman. New York: Harper, 1949
  - Vorgeschichte des politischen Antisemitismus. Übersetzung Felix J. Weil. Vorwort Max Horkheimer, Theodor W. Adorno. Frankfurt: Europäische Verlags-Anstalt, 1959 (Neuauflage 2021, hrsg. und mit einem Nachwort von Ulrich Wyrwa, CEP Europäische Verlagsanstalt, Hamburg 2021, ISBN 978-3-86393-123-0).